# Andreas Boehlke
Andreas Boehlke (* Juli 1966 in Berlin) ist ein deutscher Lichtdesigner. Bekannt wurde er mit den weihnachtlichen Illuminationen des Kurfürstendamms, mit Lichtgestaltungen für das Festival of Lights sowie Berlin leuchtet und mit Projektionen zu besonderen Anlässen auf das Brandenburger Tor.

## Leben
Bereits in der Schule in Berlin-Heiligensee interessierte sich Andreas Boehlke für elektrische Bauteile und Farbspiele. Statt das Abitur anzustreben, wechselte er als 15-Jähriger in den Betrieb seines Großvaters und absolvierte die Ausbildung zum Elektroinstallateur. Der West-Berliner Familienbetrieb führte Reparatur- und Installationsarbeiten in Alt- wie Neubauten aus, betreute Schaufenster- und Warenbeleuchtung und zunehmend auch Messestände auf der Grünen Woche, IFA, ITB und der CEBIT sowie im Ausland.
Andreas Boehlke reiste als Techniker mit und spezialisierte sich auf elektrische Anlagen und Lichtinstallation im Messe- und Ausstellungsbau. Sein Weg zum eigenen Lichtdesign begann mit der 12-Volt-Niedervoltlampe an zwei Wechselstrom führenden Stahlseilen: „Mir eröffnete diese Lampe damals ganz neue Möglichkeiten für Experimente“, erklärte er die Anfänge gegenüber der TAZ.

## Tätigkeit
Ende der 1980er Jahre gewann Andreas Boehlke die Ausschreibung der AG City West e.V., zunächst für drei Jahre die Weihnachtsbeleuchtung des Kurfürstendamms zu gestalten. Hierzu gründete er die Andreas Boehlke Lichtdesign GmbH und beleuchtet seitdem Berliner Straßenzüge, Plätze und öffentliche Gebäude wie das Berliner Abgeordnetenhaus, das Bundesratsgebäude, den Gendarmenmarkt, die Schloßstraße, die Oberbaumbrücke und zur Weihnachtszeit den Boulevard Unter den Linden, die Friedrichstraße und weiterhin den Kurfürstendamm einschließlich Breitscheidplatz und Tauentzienstraße.
Bei der fest installierten Beleuchtung von Gebäuden verstärkt Boehlkes Lichtplanung die Wahrnehmung der Architektur. Mit Respekt vor der historischen Bedeutung oder der heutigen Funktion werden sie farblich dezent ins Licht gesetzt, ohne ihren Charakter zu ändern: Form und Materialien, wie gemaserter Marmor, farbiger Granit, poröser Sandstein oder schlichter Fassadenputz, behalten ihre Körperfarbe. In der Dunkelheit erhöht die Illumination die Attraktivität von Gebäuden, Plätzen, Wahrzeichen und steigert die Identifikation der Einwohner mit ihrer Stadt: 2004, nachdem Andreas Boehlke den Funkturm mit 255 blau getönten Leuchtstofflampen ausleuchtete, „haben die Berliner auf einmal dieses Bauwerk wieder wahrgenommen“.
Vergleichbares geschah mit einigen Stadtbrücken: als Lichtobjekte wurden sie ganz anders betrachtet, und die Konstruktionen wirkten weniger beängstigend.
Doch mitunter sind es lediglich Reparaturen oder Restaurierungen von Kunst im öffentlichen Raum, wie 2006 an Wolf Vostells Objekt 2 Beton Cadillacs auf dem Rathenauplatz, zusammen mit dem Architekten Christian Neeße und dem Sachverständigen Steffen Dworok.

Insofern bezeichnet Andreas Boehlke sich auch als „gelernter Strippenzieher wie sein Großvater“: er wisse, wo der Strom herkommt, wie man was anschließen muss, damit es auch im Freien unabhängig vom Wetter funktioniert. Ob dies „im Ergebnis Handwerk ist oder Kunst, sollen andere beurteilen.“ Grundsätzlich sind es individuelle Herausforderungen an den Inhalt und seine Umsetzung, denn „es geht nicht darum, welches Gebäude, sondern darum, wie es illuminiert wird“: zum Beispiel als die Charité zum Weltfrühgeborenentag eine Projektion auf ihr Bettenhaus in Berlin-Mitte wünschte, die Botschaft der USA zum CSD mit Regenbogenprojektion und Aufschrift für Tolerance and Diversity erstrahlte,

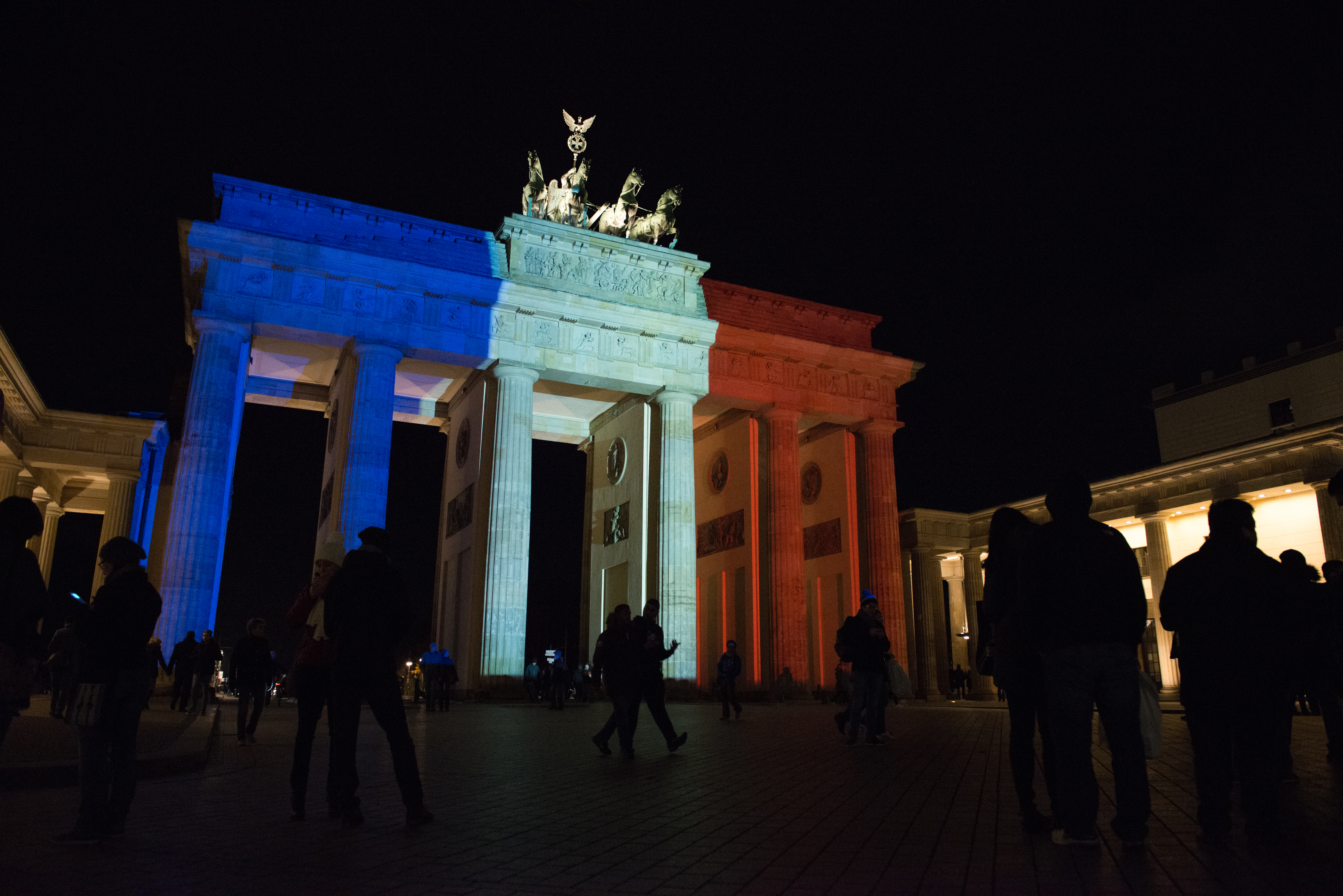
Brandenburger Tor in den Farben der französischen Nationalflagge

 auf dem Brandenburger Tor die Solidarität mit den Opfern der Terroranschläge in Paris 2015, der Protest gegen den Russisch-Ukrainischen Krieg bereits 2014 und wiederum 2022 mittels Farbzitat der jeweiligen Nationalflaggen bekundet wurde, oder Boehlke mit seinem Team die LED-Schrift der Carbon Clock am Gasometer auf dem EUREF-Campus programmierte.
Im Gegensatz dazu ist das 2005 von Andreas Boehlke mitbegründete und jährlich veranstaltete Festival of Lights eine touristische Attraktion; die Berliner erleben die ihnen vertrauten Gebäude und Boulevards in völlig verändertem Glanz: 2006 glich der von Andreas Boehlke beleuchtete Berliner Fernsehturm einer gigantischen Leuchtstange, der Dom funkelte als riesiges Kaleidoskop-Bild und die vergoldete Viktoria strahlte auf der dynamisch angestrahlten Siegessäule bis Tagesanbruch. Im folgenden Jahr, mittels regelbaren LEDs, pulsierte der Funkturm vom Sockel her in Wellenbewegungen aufwärts.
Seit 2018 ist Dresden Teil der Veranstaltungsreihe Christmas Garden. Aufgrund der Einschränkungen durch die COVID-19-Pandemie fiel der Event 2020 aus. Doch Elbflorenz ist nur einer der Orte in Deutschland, die Andreas Boehlke illuminiert: Botanischer Garten Berlin und Kölner Zoo zusammen mit dem Sounddesigner Burkhard Fincke, die Zoologischen Gärten in Hannover und Münster, die Stuttgarter Wilhelma, die Festung Ehrenbreitstein in Koblenz, der Deutsche Bank Park in Frankfurt am Main und die Insel Mainau.
Seit 2013 steht Andreas Boehlke dem Lichtkunstfestival Berlin leuchtet als Kurator zur Seite. Es ist weniger kommerziell orientiert und bezieht Kieze und dezentrale Örtlichkeiten mit ein.
Im 30. Jahr der Deutschen Einheit stand Berlin leuchtet unter dem Motto United – Einheit und startete 2020 fünf Tage nach Abschluss des Festival of Lights. Die Straße Unter den Linden zwischen Alexanderplatz und Brandenburger Tor blieb zugunsten von dezentralen Orten wie zum Beispiel dem Rathaus Reinickendorf unbespielt. Mit Hilfe der Aktionsfigur Theo Tintenklecks, die seit 1995 Kita- und Grundschulkindern dabei hilft, die Welt besser zu verstehen, wurden Zeichnungen projiziert, auf denen die Kinder ihre Ängste und Nöte aber auch ihre Träume in der Corona-Krise thematisierten.
Andreas Boehlke lebt und arbeitet vor allem in Berlin.